# South Otterington
South Otterington är en ort och civil parish i Storbritannien.   Den ligger i grevskapet North Yorkshire och riksdelen England, i den centrala delen av landet, 300 km norr om huvudstaden London. South Otterington ligger 28 meter över havet och antalet invånare är 344.
Terrängen runt South Otterington är platt. Runt South Otterington är det ganska tätbefolkat, med 67 invånare per kvadratkilometer. Närmaste större samhälle är Northallerton, 6,3 km norr om South Otterington. Trakten runt South Otterington består till största delen av jordbruksmark.